# São Nicolau
São Nicolau er en af øerne i øgruppen Barlavento i Kap Verde. Areal: 388 km². 12.864 indbyggere, hvoraf 4892 bor i Ribeira Brava.
16°36′55″N 24°16′16″V / 16.6153°N 24.2711°V